# Арконія (Щецин)
Спортивний клуб «Арконія» Щецин (пол. Klub Sportowy Arkonia Szczecin) — польський спортивний клуб з міста Щецин, заснований у 1946 році. Футбольна команда клубу виступає у Класі А. Домашні матчі приймає на стадіоні «Арконії», місткістю 9000 глядачів.
До клубу входять дві секції — з футболу та водного поло.